# Papež Klemen VII.
Klemen VII. (rojen kot Giulio di Giuliano de' Medici), italijanski rimskokatoliški duhovnik, nadškof, kardinal in papež, * 1478, Firence, † 25. september 1534, Rim.
Klemen VII. je bil papež med letoma 1523 in 1534.

## Življenjepis

### Burna mladost
Giulio de' Medici, naravni sin Giuliana de' Medici in Fiorette Gorini, se je rodil v Florenci 26. maja 1478, mesec dni po smrti svojega očeta, ki so ga umorili v Pazzijevi zaroti. Krstili so ga 27. maja in mu dali imeni Giulio ter Zanobi 
Pri krstu ga je držal Antonio da Sangallo, ki mu ga je najbrže Lorenzo de’ Medici zaupal v do sedmega leta starosti. 

Nato ga je Lorenzo sprejel v družino Medičejcev, ga dal vzgajati in hraniti skupaj s svojimi sinovi in poskrbel za njegovo prihodnost: 1488 mu je pridobil od Ferdinanda Aragonskega in papeža v posest bogato nadarbino, ivanovski priorat v Capui. Študiral je skupaj z bratrancem Giovannijem pod skrbnim očesom škofa iz Arezza, Becchija. V Pisi je poslušal predavanja iz kanonskega prava. 

Ko je Janez prejel kardinalski klobuk in se napotil v Rim, je knežje spremstvo skupaj z Julijem odšlo na pot 12. marca 1492; 18. julija ga je spremljal v konklave. Republikanci so nato izgnali Medičejce iz Florence; takrat se je tudi on umaknil 10. novembra 1494 v Bologno in Rim, kjer naj bi se mu iz zunajzakonske zveze rodil sin; nekateri menijo, da je to bil Alessandro de' Medici, poznejši florentinski knez . 

V letih izgnanstva sta se bratranca podala na dolgo potovanje po Evropi. Incognito sta odšla 1499 v Benetke prek Bavarske do Ulma. Tu so ju zaprli in poslali k cesarju Maksimilijanu I., ki ju je osvobodil; tako sta prišla kot gosta k nadvojvodu Filipu Flandrijskemu. Načrtovala sta naprej na Angleško, pa so ju v Rouenu zopet vrgli v ječo, iz katere ju je osvobodil družinski glavar Medičejcev Piero. Tako sta se prek morja 1500 zopet vrnila prek Marseja in Genove v Italijo. 

### Kardinal
Leta 1513 je postal nadškof Firenc in bil nato 23. septembra istega leta povzdignjen v kardinala. V tej službi se je izkazal kot izreden diplomat in je požel veliko uspehov - v nasprotju s poznejšo papeško diplomacijo, ko se je pogosto kazal neodločnega in nestanovitnega.

Nekaj dni po svojem kardinalskem imenovanju je ponudil angleškemu kralju Henriku VIII. svoje usluge in papež ga je imenoval za kardinala-zavetnika Anglije in je lahko izposloval zanjo velike prednosti. 
Poleti 1516 je postal Giulio v znamenje dobrih odnosov s Francijo tudi kardinal-zavetnik Francije; leto dni pozneje ga je Franc I. skušal brezuspešno pregovoriti, da bi se odpovedal angleškemu zavetništvu, češ »da mu ni mogoče popolnoma zaupati, če istočasno ščiti Anglijo« .
Giulio je postal kardinal-diakon pri S. Maria in Domnica, 26. junija 1517 kardinal-duhovnik pri S. Clemente in končno, 6. julija istega leta, kardinal-duhovnik pri S. Lorenzo in Damaso. Nižje redove je sprejel 6. decembra 1513, diakonat 17. decembra, mašniško posvečenje 19. decembra 1517, a škofovsko posvečenje 21. decembra. 

V teh letih je opravljal važne cerkvene naloge: nadaljevanje in končanje Petega lateranskega koncila, ki ga je v Cerkvi spremljalo upanje na cerkevno obnovo; kanonična vizitacija florentinske nadškofije, ki jo je opravil vikar 1514 do 1516, ter vodenje pokrajinskega florentinskega zbora. Na lateranskem koncilu je dejavno sodelova: naavzoč je bil od šeste seje (27. aprila 1513) kot član komisije za ureditev koncilskih odlokov (od 14. maja 1513). 

## Papež
19. novembra 1523 je bil v konklavu izvoljen za papeža per acclamationem ; posvečen je bil 26. novembra. Njegovo izvolitev so Rimljani pozdravili z velikim navdušenjem. Kljub velikim pričakovanjem ljudstva pa so se začeli vrstiti neuspeh za neuspehom - tako rekoč mu je vse izpodletelo, česarkoli se je lotil - in ga letopisci ne brez razloga imenujejo za najnesrečnejšega papeža v zgodovini, čeprav je bil nravno neoporečen. V politiki se je pokazal neodločnega in nedoslednega; reformacija je odtrgala od matične Cerkve Nemčijo in nordijske dežele; za povrh se je odcepila še Anglija; celo pri svetem letu, ki je bilo vedno ne le leto sprave, ampak tudi dodatnih dohodkov, je imel smolo: tako slabo obiskano še ni bilo nobeno jubilejno leto. Kmalu pa mu je sledila še najhujša katastrofa, tako imenoviani sacco di Roma, ko si je papež komaj rešil življenje in je Rim pretrpel najhujše razdejanje v celi svoji zgodovini. Pokazal je sicer dobro voljo po prenovi, ki pa ji bi mogel dati poleta le ekumenski koncil, a se je iz različnih razlogov bal koncila bolj kot hudič križa. V uspeh mu vsekakor lahko štejemo spravo z mogočnim Karlom V. in njegovo slovesno kronanje za cesarja. 

### "Zlato"sveto leto1525
V konzistoriju 24. februarja 1524 je papež povabil kardinale, naj naložijo svojim služabnikom strogo nošenje cerkvene obleke po predpisih, ki jih je odobril Peti lateranski koncil. V predvidevanju jubileja 1525, ki ga je papež naznanil v konzistoriju 18. aprila, naj bi izvajanje ukrepov, ki jih je določil koncil, prispevalo k resnejšemu videzu Rima in kurije; preprečile naj bi vse bolj pogoste obtožbe o posvetnosti in podkupovanju. 

Nov in strožji način je objavil tudi glede kopičenja nadarbin. Mlademu Janezu Portugalskemu , ki je zaprosil za brata Henrika drugo škofijo poleg že posedujoče, je Klemen VII. odgovoril odklonilno z obrazložitvijo: med svoje prve dolžnosti naj šteje skrb za ohranjanje verskega življenja; v brevu z dne 1. julija 1524]] dodaja, da razen kardinalov nihče ne more posedovati dveh škofij. 

V tem svetem letu torej ni šlo več toliko za pretok zlata - kot morda pri njegovih predhodnikih -, ampak bolj za pretok duhovnih dobrin. Kot je v svojem svetem letu Aleksander VI. potrdil red (naj)manjših bratov, tako je v tem svetem letu papež Klemen VII. potrdil red kapucinov. Vse to so bili prvi znaki katoliške obnove, ki bo kmalu pokazala trdnejše obrise. 
Aleksander VI. je udaril 1500 po lahki preponi svetih vrat z navadnim, železnim kladivom. Klemen VII., petindvajset let pozneje, 1525, pa je udaril po zidu z zlatim kladivom. Aleksander VI. je bil Borgijec, Klemen VII. pa Medičejec, drugi papež iz te rodovine. Prvi medičejski papež je bil Leon X., pravnuk tistega Kozima, ki je 1450 imel v zakupu odpustke – tudi po izteku jubileja. V trgovski družbi se zdi, da je promet in dohodek od odpustkov izgubil vsakršno duhovno vrednost in se zožil le na gospodarsko in denarno. Načelo odpustkov  je dogmatično zakonito in versko veljavno. Izhaja iz občestva svetnikov in zaklada njihovih zaslug. V prvotni Cerkvi so »sveti« nesebično s svojo krvjo prenapolnili »krvno banko«, iz katere lahko zajemajo kristjani odpustke. V oddaljenosti petnajstih stoletij pa se je zdelo, da je pritok krvi prenehal, da bi dal prostor pretoku zlata. In iz zlata je bilo tudi kladivo, s katerim je papež odprl sveta vrata. Zdi se, da so nekateri pridigarji odpustkov šli v svoji vnemi predaleč, ter se je nad tem Luter lahko opravičeno spotikal; ni mogoče nepristransko ugotoviti, ali so se taki izgredi res dogajali, ali pa je bila to le propagandna iskra, ki je podžgala reformacijo, ko Luter med svojimi 95-imi tezami stavlja v usta pridigarjev odpustkov tudi tole:
| (nemški izvirnik)                                                 | (angleški prevod)                                                      | (italijanski prevod)                                                | (slovenski prevod)                                       |
| ----------------------------------------------------------------- | ---------------------------------------------------------------------- | ------------------------------------------------------------------- | -------------------------------------------------------- |
| Wenn die Münze im Kästlein klingt die Seele in den Himmel springt | As soon as a coin in the coffer rings the soul from purgatory springs. | Quando l'oro nella cassa ribalta, L'anima via dal Purgatorio salta. | Kadar pade novec v pušico, V hipu 'z vic odrešiš dušico. |

Ko je torej Klemen VII. – kljub temu, da so mu mnogi dobronamerno odsvetovali praznovanje jubileja – z bulo Inter sollicitudines napovedal 17. decembra 1524 sveto leto 1525 ter na Sveti večer odprl sveta vrata, se je protestantizem že širil po Evropi in hudo nasprotoval odpustkom v kateri koli obliki, pa tudi romanjem. Reformatorji so tiskali več porogljivih spisov. Papež zato od romarjev v Rim ni zahteval za pridobitev odpustkov nobenih denarnih prispevkov, omogočil pa je prejem odpustkov pod navadnimi pogoji tudi doma. Kmečki upori in verske zdrahe po Nemčiji in sosednjih deželah, dolgoletno vojskovanje med Španijo in Francijo za prevlado v Evropi, pa tudi papeževa politična nedoslednost v teh zmedenih in zapletenih razmerah so naredili potovanja nevarna – vse to je povzročilo dokaj skromno udeležbo. 

### Odpad Anglije
Papeža Klemena imenujejo zgodovinarji za najnesrečnejšega papeža; eden od vzrokov je tudi izguba Anglije; če bi morebiti lahko preprečil odpad nordijskih dežel, delov Nemčije, Švice ali Nizozemske, je imel pri angleški zadevi tako rekoč zvezane roke zaradi katoliškega nauka o narazveznosti veljavno sklenjenega zakona. V Angliji je ločitev svojega zakona, kakor tudi ločitev od Rima izvedel kralj Henrik VIII., toda ne zaradi razlik v nauku ali zaradi verskih problemov kot je to bilo pri reformaciji, ampak zato, ker papež ni mogel razvezati njegovega zakona. Eden redkih, ki te ločitve ni odobraval, je bil sir Thomas More. 

V mladih letih pa je bil Henrik goreč katoličan; leta 1521, ko je bil Luter izobčen iz Cerkve, se je oglasil tudi kralj Henrik VIII. Ne le, da je pozval Karla V. k odločnejšemu ukrepanju zoper Lutra, ampak je tudi sam sestavil spis zoper protestantsko zanikanje zakramentov z naslovom: »Assertio septem sacramentorum« . Spis je posvetil Leonu X., ki mu je zaradi tega podelil častni naslov »Defensor fidei« - »Branitelj vere«. 
Henrikovo družinsko življenje je dolgo časa izgledalo neoporečno. 1509 se je poročil s Katarino Aragonsko, hčerko španskega kralja Ferdinanda Katoliškega, teto Karla V., ki je bila vdova po s štirinajstimi leti umrlem Henrikovem pet let starejšem bratu Arturju (1486-1502). Za poroko je podelil spregled od zadržka javne spodobnosti Julij II.. V zakonu se jima je rodilo pet otrok, od katerih je preživela otroštvo le Marija (Mary). Po 17 letih zakona se je pa Katarine naveličal in se zaljubil v njeno služkinjo Anne Boleyn, s katero se je hotel poročiti; zato je na vsak način skušal doseči razveljavitev zakona. Pri tem ga ni vodila le počutnost, ampak tudi želja, da bi dobil moškega potomca, ki bo  zasedel kraljevi prestol.  
Da bi papež Klemen VII. dobil boljši vpogled v Henrikov zakon s Katarino Aragonsko, je 1528 zaupal celo zadevo kardinalu Campeggiu in yorškemu nadškofu Wolseyu. Ker se je zvedelo, da kralj ovira neodvisno delovanje komisije, je zadevo po želji cesarja Karla julija 1529 prenesel v Rim in jo vzel v svoje roke papež sam. Wolsey mu je omenil, da grozi odpad Anglije, če zadeva ne bo rešena po kraljevi želji in tako je bil papež postavljen med kladivo in nakovalo. Kakor hitro je bil posvečen za canterburryskega nadškofa 1. oktobra 1532 neznačajni Cranmer, je ustregel kraljevi zahtevi ter razglasil za ničnega Henrikov prvi zakon. Šlo je za daljšo mimozakonsko zvezo s služkinjo njegove žene Katarine Aragonske, Anne Boleyn. Zato je zahteval od papeža, naj razglasi njegov prvi zakon za ničnega. Ker se je Henrik oženil z ženo svojega pokojnega brata Arturja, je primerjal ta svoj zakon s Herodom, ki je bil poročen z ženo svojega brata in ga je zato karal Janez Krstnik. Namerno pa je spregledal, da je bil Herodov brat takrat še živ, Henrikov pa mrtev; poleg tega je Katarina prisegla, da s pokojnikom sploh ni imela spolnih odnosov, kar je mogoče, saj je bil še otrok. Stvar je bila torej pravno in nravno jasna.  Papež Klemen je šele po (pre)dolgem in večletnem obotavljanju Henrikov prvi zakon razglasil za veljaven z besedami: Non possumus! . Dodal je še:
| Angleški izvirnik: »If I had two souls« | Slovenski prevod: »Če bi imel dve duši« |
| --- | --- |
| "If I had two souls, I would gladly give you the annulment, but since I have but one I cannot for a Heavenly kingdom is more important to me than an earthly one. I will not betray my Heavenly King and His Holy Church." | »Če bi imel dve duši, bi ti jaz rad podelil ničnost; ker pa imam samo eno, ne morem, saj je nebeško kraljestvo zame pomembnejše kot zemeljsko. Jaz nočem izneveriti svojega nebeškega Kralja in njegove svete Cerkve.« |

Takrat je Henrik prepovedal kakršnekoli stike angleških katoličanov z Rimom in se je oklical za vrhovnega verskega poglavarja v Angliji; s tem dejanjem je odtrgal celotno kraljestvo od katoliške Cerkve. Takoj nato je začel zatirati samostane, jemati njihovo lastnino ter si je prigrabil ogromno cerkveno premoženje. Zategadelj ga je papež 1533 izobčil. Takrat je Henrik začel neusmiljeno preganjati katoličane in zahteval od slehernega, da prizna zakon o supremaciji, tj. da je vrhovni verski poglavar v Angliji kralj in ne več papež. Tistim, ki so to odklonili, je vzel njihovo premoženje, jih izgnal iz dežele, ali pa tudi mučil in moril. Maja 1535 je Henrik dal mučiti in pomoriti na izredno barbarski način številne menihe iz enega najuglednejših redov na Angleškem, kartuzijane, ki so odklonili kraljevo vrhovništvo (supremacy) v duhovnem pogledu. Junija in julija sta tako iz istega razloga izgubila življenje tudi njegov kancler, ugledni humanist Tomaž More, pisec knjige o vzorni državi Utopija, kakor tudi rochestrski nadškof John Fisher. Kakor je bil torej Henrik v svojih mladih letih fanatično vnet za papeža in katoliško vero – preganjal je tudi protestante – je postal v svojih starejših letih kot ženskar do papeža in katoliške Cerkve fanatično sovražen – a se je vendar do konca življena smatral za katoličana, čeprav izobčenega.   

Komaj deset mesecev po smrti Tomaža Mora je padla tudi glava Anne Boleyn. Naslednje jutro se je Henrik poročil z Ivano Seymour, ki pa je čez leto dni umrla. Četrta žena je bila Ana von Cleve. Od nje se je ločil. Tudi peta Henrikova žena Katarina Howard je končala na morišču. Za šesto ženo Katarino Parr je že izdal zaporni nalog, pa ga je nato preklical. Henrik je umrl leta 1547, star 56 let.
Henrik VIII. je dal za časa svojega skoraj štiridesetletnega vladanja usmrtiti 2 kraljici, 2 kardinala, 2 nadškofa, 18 škofov, 13 opatov, 500 menihov, 18 doktorjev teologije in prava, 12 vojvod in grofov, 164 plemičev, 125 meščanov in 110 žena - ter celo množico "navadnih" vernikov katoličanov, pa tudi prekrščevalcev (anabaptistov). 
Žrtve Henrika VIII. cenijo zgodovinarji na več desettisočev. Samo angleška wikipedijina kategorija “People executed under Henry VIII of England” (“Ljudje, ki so bili umorjeni pod Henrikom VIII. Angleškim”) vsebuje 90 najbolj znanih imen in skupin žrtev. Zato ga dandanes nekateri imenujejo "serijski morilec". Primerjajo ga z iraškim predsednikom Sadamom, ki je bil znan po svojih pogromih; primerjajo ga tudi s Stalinom – sovjetskim komunističnim diktatorjem, ki je pogubil več desetin milijonov svojih namišljenih sovražnikov. Imajo ga za najhujšega monarha v zgodovini, nasilneža nad ženskami, kakor tudi seksualnega manijaka.   
Angleški šolarji se učijo o Henrikovi hčerki, ki je dala za časa svojega petletnega vladanja pogubiti med 100 do 300 protestantov, da je bila “Bloody Mary” (“Krvava Marija”); vendar je bil Henrik veliko krvoločnejši: prekosil jo je za več stokrat. Zapovedal je na desettisoče umorov med uvajanjem reformacije na angleški način: med njimi tudi svojega kanclerja in svetovalca, po vsej Evropi priljubljenega humanista Mora; podobno tudi rochestrskega nadškofa Fisherja in mnogih drugih katoličanov – pa tudi protestantov. Na splošno sodijo, da je zagrešil čez 72.000 umorov zlasti zaradi “zakona o supremaciji” , s katerim je februarja 1531 odtrgal od katoliške Cerkve in od papeža celotno Anglijo, ter samega sebe oklical za vrhovnega poglavarja od Rima ločene anglikanske skupnosti. Kot glavni razlog navajajo, da je popustil strastnemu zalezovanju mlajših žensk, kar je pripeljalo k petim ženitvam; poleg njih si je baje dovoljeval še ne tako redke "skoke čez plot".

## Plenitev Rima

### Najhujšaplenitev Rimavzgodovini
Glede odnosov med Francijo in Nemčijo je papež Klemen najprej zastopal neurvrščenost. Po Karlovi zmagi pri Paviji 1525 pa se je 1526 pridružil »Sveti ligi«  s Francijo na čelu, da bi preprečil obkroženje Papeške države in da bi Špance izgnali iz Italije. To je povzročilo katoliški zadevi neizmerno škodo, ker se je obrnil zoper Karla V., ki je pravzaprav še najbolj ohranjal katoliško vero; to je novovercem omogočilo neomejeno širjenje po Nemčiji, a cesarjeva krdela so se obrnila najprej proti papežu. 

Maja 1527 so cesarski najemniki krenili na jug; njihovega poveljnika je zaradi neposlušnosti vojakov zadela kap in tako so podivjani vojaki proti večeru 6. maja vdrli v Rim ter začeli po večnem mestu pleniti, ropati, požigati in moriti v tako imenovanem Sacco di Roma. Sodobniki so v katastrofi videli izpolnitev Božje sodbe, ki je zadela renesančni Rim. 5. junija je v Angelski grad pobegli papež tudi sam padel v ujetništvo, iz katerega se je rešil šele po šestih mesecih s tem, da je moral popustiti pred mnogimi cesarjevimi zahtevami 1529 z Barcelonskim mirom, čemur je sledilo kronanje Karla V., ki ga je opravil papež Klemen. To je bilo tudi zadnje papeško kronanje svetorimskih cesarjev. 
V zgodovini poznamo štiri plenitve Rima. Zgodovinarji menijo, da je bila ta zadnja plenitev in ropanje večnega mesta v celi zgodovini najhujše. To je pomenilo tudi najtežje trenutke Klemenovega papeževanja. Na papeža je poslal svoje landknehte nemški cesar Karel V., ki mu je bil Klemen prej vdan; ko pa je postal papež, se je povezal z njegovim nasprotnikom francoskim kraljem. Zato je Karel naščuval tudi starega rivala Medičejcev, kardinala Pompeja Colonna , naj bi papeža umoril in ga nadomestil na papeškem prestolu. 

### Žrtev švicarske garde
Švicarska garda, ki jo je prvič najel Sikst IV., je bila tokrat postavljena pred prvo veliko preizkušnjo. 1527. leta, med t. i. četrto plenitvijo Rima, je podivjana vojska Karla V. napadla Rim ter ga oplenila. Maloštevilna švicarska garda se je 6. maja v bližini bazilike Sv. Petra zoperstavila napadalcem ter tako Klemenu VII. omogočila, da je prek skrivnega prehoda preoblečen v trgovca pobegnil v Angelski grad, kjer je ostal ujet sedem mesecev. V spopadu z najemniki in luteranskimi landknehti je umrlo 147 od 189 švicarskih gardistov. Preživeli so le tisti, ki so spremljali papeža med begom v Angelski grad. Od takrat velja 6. maj kot praznični dan švicarske garde. Na koncu se je moral vdati premoči in sprejeti ponižujoče pogoje. Strahovitemu pustošenju in pokolu je napravil konec šele izbruh kuge, ki je menda med razbojniki odnesla 30.000 žrtev, kosila pa tudi med Rimljani. Dejstvo je, da je število prebivalcev od 900.000 padlo na tretjino, morda celo na petino. Papež Klemen V. je obljubil velikansko odkupnino cesarju, da bi se rešil ujetništva, zapustil Rim in se začasno nastanil v Orvietu. 

Krščanski svet je z gnusom sprejemal novice o plenitvi Rima. Sam cesar Karel je izjavil, da se je to dogajalo mimo njegove vednosti in volje; v znamenje žalovanja je ob rojstvu sina Filipa odpovedal vse slovesnosti; vendar ima prav Cantù , ki pravi: 
»Karel V. je bil v mesarjenju kriv toliko, kolikor je kriv tisti, ki usmeri hudournik na njivo, ne da bi predvidel uničevanje, katerega potem ne bo mogel preprečiti.«
Mnenje sodobnikov pa Varchi  povzema takole:
»Pametnejši verjamejo, da hoče ta neljub dogodek postaviti papeško dostojanstvo v tisto staro preprostost in uboštvo, v katerem je bilo nekdaj; ker papeži niso dorasli posvetnim zadevam, naj se posvečajo samo duhovnim. Po tem hrepenijo in to odobravajo mnogi zaradi brezštevilnih zlorab in pohujšljivega vedenja prejšnjih papežev; tudi že med ljudstvom je mogoče slišati, da pastirska palica in meč ne pašeta skupaj.«

### Sprava in zadnje cesarsko kronanje
Papeževi zavezniki so medtem napredovali in skoraj izrinili cesarsko vojsko ne le iz Rima, ampak tudi iz Neapeljskega kraljestva; ko pa ji je cesar poslal pomoč, je »sveta liga« pretrpela poraz za porazom. Kljub temu se je pozneje v Barceloni Karel V. pobotal s papeževimi odposlanci; nato je on sam krenil v Italijo in se v Bologni srečal s papežem. Ko sta rešila politične in cerkvene zadeve, je papež kronal Karla V. za svetorimskega cesarja. To je bilo zadnje kronanje svetorimskih cesarjev, ki ga je opravil kak papež.  
S cesarjem sta se torej po usodnih razhajanjih in mnogih nesporazumih končno pobotala in Klemen VII. je Karla V. v Bologni 24. februarja 1530 kronal za svetorimskega cesarja. To je bilo prvo cesarsko kronanje, od kar je kak papež potrdil kakega svetorimskega cesarja v službi skoraj stoletje poprej in sicer je bil to Friderik V. , vojvoda Štajerske, Kranjske, Koroške in nadvojvoda Avstrijski (1439); 1440 je bil izvoljen za nemškega kralja Friderika IV., a 1452 z imenom Friderik III. s strani papeža okronan za cesarja Svetorimskega cesarstva. Takrat je opravil kronanje papež Nikolaj V.; Karlov prednik Maksimilijan I. si je prevzel 1508 naslov »izvoljeni rimski cesar« kar brez papeškega kronanja; po tem so se ravnali Karlovi nasledniki vse do konca cesarstva 1806. Kronanje 1530 je bilo torej zadnje kronanje svetorimskih cesarjev v zgodovini, ki ga je opravil kak papež. Ob tej priložnosti je cesar podaril papežu dragocen rokopis s svetlopisemskim zapisom poteka slovesnosti (glej sliko!).  

#### Potek slovesnosti
Omenjeni rokopis je cesar podaril v znamenje hvaležnosti za dvojno kronanje. Dva dni prej je papež namreč Karla V. kronal z železno krono lombardskih kraljev za kralja Italije, in sicer na dan »Sedeža apostola Petra«, v kapeli apostolske palače (Palazzo Comunale) v Bologni. Papežev obredar Martinellis opisuje dogodek takole:
Po slovesnem vhodu z več knezi in drugimi plemenitaši so prinesli kraljevska znamenje (insignije) in škof iz Tortose ga je mazilil. Pri tem so bili navzoči v slovesnih oblekah en prior in deset prelatov. Šele potem je sledil papežev sprevod in začetek maše, kjer je bil kot vrhunec izročitev insignij: prstan kot znamenje poroke s kraljestvom, žezlo, jabolko in meč pa je papež izročil kralju govoreč slovesne besede in molitve. Kot posebnost je bil Karel V. kronan z legendarno železno krono iz stolne zakladnice v Monzi. Ta v 9. stoletju izdelana lombardska krona je veljala kot simbol italijanske oblasti in je s tem imela za Karla V. veliko simbolično vrednost. Razen tega se nahaja v njeni notranosti železen prstan, ki je po legendi napravljen iz enega žeblja iz Kristusovega križa. Potem je sledilo pravo kronanje. Karla so pripeljali do prestola, na katerega se je vsedel kot na novo kronani kralj Italije. 

### Pokrovitelj umetnikov
Papež Klemen VII. je kot sploh vsi Medičejci bil pomemben mecen umetnikov – v nasprotju s svojim predhodnikom Hadrijanom VI., ki je bil glede tega skrajno varčen. Med umetniki pod njegovim varstvom so bili Rafaelo, Michelangelo, Cellini in drugi. , kakor tudi stavbenika Peruzzi in Sangallo, ter kiparja Bandinelli in Montelupo.

Klemenovo zadnje umetniško naročilo je veljalo Michelangelu, ki je naslikal svojo znamenito Poslednjo sodbo na zidu Sikstinske kapele v Vatikanu za časa Pavla III., kjer navadno v konklavu volijo papeža, in so izvolili 2013 tudi Frančiška.  
Mesto Rim papežu Klemenu veliko dolguje: razpuščeno versko življenje je obnovil, brezverske humanistične nazore je obrzdal, posledice plenitve Rima je počistil in kolikor mogoče popravil. Še kot škrlatnik je naročil Rafaelu na Monte Marionu izgradnjo lepe Vile Madame; nadaljeval in po večini dokončal je začete Leonove novogradnje. 

## Dela
- Podal je razlago in dal objaviti vsa Hipokratova dela.
- 1528 je potrdil red kapucinov, 1530 pa barnabite (regolarni kleriki svetega Pavla).

### Bule
1. Inter sollicitudines z dne 17. decembra 1524 – napoved svetega leta 1525.
2. Intra Arcana z dne 8. maja 1529 - jamči dovoljenja in privilegije Karlu V. v Ameriki.
3. Bula z dne 7. aprila 1524 v korist maranov – judovskih spreobrnjencev na Španskem in Portugalskem.
4. Bula Religionis zelus z dne 3. julija 1528 - potrjuje red kapucinov.
5. Bula z dne 17. decembra 1531 - uvaja inkvizicijo na Portugalskem v mesta Evora, Coimbra in Lizbona.

## Smrt in spomin
Ko se je vrnil s poroke svoje nečakinje Katarine Medičejske 1533, se mu je ponovila kronična bolezen, ki ga je mučila zlasti 1529. Papež je umrl star komaj 56 let, ko je pojedel zelene mušnice . Po mnenju kanadskega znanstvenika Schwarcza pa so Klemena umorili z arzenikom v sveči, ki jo naj bi nosil v procesiji in tako vdihoval njene hudo strupene hlape.
Vsekakor je hudo zbolel junija 1534 ter umrl 25. septembra. Njegova nenadna smrt je pretrgala zvezo med Florenco in Rimom, za katere trdnost si je ta papež tako prizadeval. Ni pa bil deležen pokopa v medičejski grobnici, katere izdelavo je že od začetka svojega papeževanja zaupal Michelangelu. Njegovo truplo so najprej pokopali v Baziliki sv. Petra, nato pa ga prenesli v cerkev Santa Maria sopra Minerva, kjer počiva tudi njegov stric Leon X.. Pokopan je v grobnici, ki jo je napravil Bigio 

### Ocena
- Razdejanje Rima ni predstavljalo le simbolične spremembne političnega položaja na polotoku. Pomenilo je  odločilno zgodovinsko prelomnico v dosežkih renesančne Italije in znamenje španske nadoblasti, ki se bo raztegnila čez celo stoletje in še čez. Povzročilo je poleg tega konec sijajnega umetniško-kulturnega rimskega obdobja; v nasprotju s tem se je prelevilo v slog manierizma, ki ga bodo umetniki kot Parmigianino, Vaga, Fiorentino, raznesli po celi Evropi. Sacco di Roma pa pomeni tudi zgodbo o propadu nekega mita, o humanističnem videnju, o renesančnem snu; pomeni izgubo sakralnosti, ki je bila obnovljena s pomočjo antike. »Quanta Roma fuit ipsa ruina docet.« [47] [48]
- Čeprav je Klemen VII. živel osebno brezgrajno, se je kmalu preveč vpletel v brezizhodno politično zmedo, da bi mogel se mogel zanimati še za cerkveno-verska vprašanja. Vrh tega pa je bil po značaju še neodločen, nestanoviten, malodušen in je pogosto obupoval; skratka, ni bil dorasel težkemu položaju.
- Katoliški zgodovinar Pastor je zapisal, da je treba računati kot srečo, da Klemen ni vladal dalj časa.
- Protestantovski zgodovinar Ranke pa ga je označil za »najnesrečnejšega med vsemi papeži«. Ko se je po Zwinglijevem odpadu v Švici od Rima ločil še angleški kralj Henrik VIII., je v letu Klemenove smrti od katoliške Cerkev odpadla že tretjina Evrope. [49]
- Katoliški cerkveni zgodovinar in univerzitetni profesor Seppelt pa temu dodaja: "Največja nesreča v njegovem pontifikatu je bila to, da je dobilo odpadniško gibanje v njegovem času zastrašujoč zamah; da je prek nemških meja doseglo Švico in nordijske dežele. Na koncu njegovega pontifikata se je tudi Anglija zaradi zakonske nezvestobe Henrika VIII. ločila od katoliške Cerkve. Ko je Klemen umrl, se je ločila od katoliške Cerkve skoraj tretjina Evrope. Da je do tega prišlo, je treba pripisati v breme v precejšnjem delu drugemu medičejskemu papežu. On je bil namreč vse preveč omrežen v politična podjetja. Zato je opustil priložnost, da bi vso svojo moč zastavil za obnovo Cerkve, da bi tako zajezil veliko odpadniško gibanje. Pri tem bi moral zapostaviti vse posvetne in dinastične ozire. Vprašanja moči in posesti so zapeljala tudi njega, prav tako kot Leona X., k zanemarjanju dušnopastirskih dolžnosti. Oba medičejska papeža najglobljega vzroka za zlo nista mogla prav prepoznati; zato sta pogrešila tudi v uporabi primernih sredstev za njegovo odstranitev." [50]

## Rodovnik Medičejcev

### začetek rodu
```
Averardo (imenovan Bicci) † 1363
│
├─ Francesco
│ │
│ └─ Averardo (1373-1434)
│ 
│
└─ 
 Giovanni di Bicci
 (1360-1429)
    │
    ├─ 
Cosimo Starejši
  (1389-1464) začetnik starejše veje rodu Medičejcev
    │
    └─ Lorenzo Starejši  (1394-1440) začetnik mlajše veje rodu Medičejcev
```

### starejša veja rodu Medičejcev
```
Cosimo de' Medici Starejši
 (1389-1464), gospod v Firencah, poročen Contessina de' Bardi
│
├─Giovanni de' Medici (1421-1463), poročen Ginevra degli Alessandri
│
├─Carlo de' Medici (1428/30-1492), nezakonski, prelat
│
└─
Piero de' Medici Protinasti
 (1416-1469), gospod v Firencah, poročen Lucrezia Tornabuoni
    │
    ├─Maria de' Medici (1445 ca-1472), poročena Leonetto de' Rossi
    │
    ├─Bianca de' Medici (1445-1488), poročena Guglielmo de' Pazzi
    │
    ├─Nannina de' Medici (1448-1493), poročena Bernardo Rucellai
    │
    ├─Giovanni, nezakonski
    │
    ├─Giuliano de' Medici (1453-1478) partnerica Simonetta Vespucci
    │ │
    │ └─Giulio de' Medici) (1478-1534), papež 
Klemen VII.

    │   │
    │   └─Alessandro de' Medici, vojvoda Florentinski (1511-1537), poročen Margherita d'Austria
    │          │
    │          ├─Giulio de' Medici (ca. 1533-1600), nezakonski, poročen Angelica Malaspina
    │
    └─
Lorenzo de' Medici Veličastni
 (1449-1492), gospod v Firencah, poročen Clarice Orsini
        │
        ├─Lucrezia de' Medici (1470-1550), poročena Jacopo Salviati
        │ │
        │ ├─Maria Salviati (1499-1543), porčena 
Giovanni dalle Bande Nere
 (pravnuk  Lorenza 
        │ │ starejšega, začetnika mlajše veje rodu Medičejcev; Cosimo I. de' Medici je njun sin)
        │ │
        │ └─Francesca Salviati, poročena Ottaviano de' Medici
        │    │
        │    └─Alessandro de' Medici (1535-1605), 
papež Leon XI.
 (umrl slab mesec po imenovanju)
        │
        ├─ Piero de' Medici Nesrečni (1472-1503), gospod v Firencah, poročen Alfonsina Orsini
        │ │
        │ ├─
Lorenzo II. de' Medici
 (1492-1519), vojvoda Urbinski, poročen Madeleine de la Tour 
        │ │                                                                        d'Auvergne
        │ │ └─
Caterina de' Medici
 (1519-1589), kraljica Francije, poročena
        │ │                                                            
Henrik II Francoski

        │ │
        │ └─Clarice de' Medici (1493-1528), poročena Filippo Strozzi
        │
        ├─Maddalena de' Medici (1473-1528), poročena Franceschetto Cybo (sin papeža 
        │                                                                    Innocenca VIII.)
        ├─ Giovanni de' Medici, (1475-1521), papež 
Leon X.

        │
        ├─Luisa de' Medici (1477-1488)
        │
        ├─Contessina de' Medici (1478-1515), poročena Piero Ridolfi
        │
        └─Giuliano de' Medici (1479-1516), vojvoda Nemourski, poročen Filiberta di Savoia
            │
            └─Ippolito de' Medici (1511-1535), nezakonski, kardinal
```

### mlajša veja rodu Medičejcev, nadvojvode Toskanski
```
Lorenzo Starejši (1395-1464), poročen Ginevra Cavalcanti 
  │
  └─Pierfrancesco Starejši (1430-1476), poročen Laudomia Acciaiuoli
    │
    ├─Lorenzo il Popolano (1463-1503) poročen Semiramide Appiano d'Aragona
    │
    └─Giovanni il Popolano (1467-1498) poročen Caterina Sforza
       │
       └─
Giovanni dalle Bande Nere
 (1498-1526), pročen Maria Salviati (vnukinja Lorenza 
          │            Veličastnega; združitev starejše in mlajše veje rodu Medičejcev)
          │            
          └─
Cosimo I. de' Medici
 (1519-1574), nadvojvoda Toskanski, poročen Eleonora di Toledo,
             │                                                  in kasneje Camilla Martelli
             ├─Bia de' Medici (1537–1542)
             │
             ├─Maria de' Medici (1540–1557)
             │
             ├─Francesco I. de' Medici (1541-1587), nadvojvoda Toskanski, poročen Giovanna 
             │ │                                      d'Austria in kasneje Bianca Cappello
             │ │
             │ ├─Eleonora de' Medici (1567-1611), poročena Vincenzo I Gonzaga
             │ │
             │ ├─Anna de' Medici (1569-1584)
             │ │
             │ ├─Lucrezia de' Medici (1572-1574) 
             │ │
             │ ├─
Maria de' Medici
 (1573-1642), kraljica Francije, poročena
             │ │                                               
Henrik IV. Francoski

             │ │
             │ ├─Filippo de' Medici (1577-1582)
             │ │
             │ └─Don Antonio de' Medici (1576-1621), poročen Artemisia Tozzi 
             │
             ├─ Isabella de' Medici (1542-1576)
             │
             ├─ Giovanni de' Medici]] (1543-1562), kardinal
             │
             ├─ Lucrezia de' Medici (1545-1562), poročena Alfonso II d'Este
             │
             ├─ Pietro (Pedricco) de' Medici (1546–1547)
             │
             ├─ Garzia de' Medici (1547 – 1562)
             │ 
             ├─ Don Pietro de' Medici (1554-1604) poročen Leonora Álvarez de Toledo  
             │                                                in Beatriz de Menezes
             ├─ Don Giovanni de' Medici  (1563-1621), poročen Livia Vernazza
             │
             ├─ Virginia de' Medici (1568-1615), poročena Cesare d'Este
             │
             └─
Ferdinando I. de' Medici
 (1549-1609), veliki kardinal, nadvojvoda Toskanski, 
                │                                                  poročen Cristina di Lorena
                │
                ├─ Eleonora de' Medici (1591-1617))
                │
                ├─Caterina di Ferdinando de' Medici (1593-1629), poročena Ferdinando I Gonzaga
                │
                ├─Francesco di Ferdinando de' Medici (1594-1614)
                │
                ├─Carlo de' Medici (1596-1666), kardinal
                │
                ├─Filippino de' Medici (1598-1602)
                │
                ├─Don Lorenzo de' Medici (1599-1648)
                │
                ├─Maria Maddalena de' Medici (1600-1633)
                │
                ├─Claudia de' Medici (1604-1648), poročena Federico Ubaldo I. della Rovere 
                │                                      in nadvojvoda Leopoldo V. d'Austria
                │
                └─Cosimo II. de' Medici (1590-1621), nadvojvoda Toskanski poročen Maria 
                   │                                                Maddalena d'Austria
                   ├─Maria Cristina de' Medici (1609-1632) 
                   │
                   ├─Giovan Carlo de' Medici (1611-1663), kardinal
                   │
                   ├─Margherita de' Medici (1612-1679), poročena Odoardo I. Farnese
                   │
                   ├─Mattias de' Medici (1613-1667)
                   │
                   ├─Francesco di Cosimo de' Medici (1614-1634) 
                   │
                   ├─Anna de' Medici (1616-1676), poroč. nadvojvoda Ferdinando Carlo d'Austria
                   │
                   ├─Leopoldo de' Medici (1617-1675), kardinal
                   │
                   └─Ferdinando II. de' Medici (1610-1670), nadvojvoda Toskanski, poročen 
                      │                                             Vittoria della Rovere
                      │
                      ├─Francesco Maria de' Medici (1660-1711), veliki kardinal
                      │
                      └─Cosimo III. de' Medici (1642-1723), nadvojvoda Toskanski, poročen 
                         │                                     Margherita Luisa d'Orléans
                         │
                         ├─knez Ferdinando de' Medici (1663-1713), poročen Violante Beatrice  
                         │                                                        di Baviera
                         │
                         ├─Gian Gastone de' Medici (1671-1737), nadvojvoda Toskanski poročen 
                         │                        Anna Maria Francesca di Sassonia-Lauenburg
                         │
                         └─Anna Maria Luisa de' Medici (1667-1743), por.Johann Wilhelm von
                                                                               Düsseldorf
```

## Slikovna zbirka
- Poroka med  Caterina de' Medici s Henrikom II. Francoskim
- Giorgio Vasari: Klemen VII. krona Karla V. v San Petronio v Bologni
- Klemen VII. krona Karla V. v Bologni 24. februarja 1530 za cesarja
- Plenitev Rima 1527
Metropolitanski muzej New York
- Michelangelova Poslednja sodba v Sikstinski kapeli (1536-1541) v Vatikanu